# Харрисон, Ральф
Ральф Харрисон (англ. Ralph Harrison; 1885, Каллеркоатс, Тайн-энд-Уир — декабрь 1966, Уитли-Бэй, Тайн-энд-Уир) — британский легкоатлет, выступавший в спортивной ходьбе. Участник летних Олимпийских игр 1908 года.

## Биография
Ральф Харрисон родился в 1885 году в британском городе Каллеркоатс в семье рыбака из Нортумберленда.
Выступал в легкоатлетических соревнованиях за клуб ходьбы Норт-Шилдса. Трижды выигрывал медали чемпионата любительской спортивной ассоциации Англии в ходьбе на 2 мили: золотую в 1907 году, бронзовые в 1906 и 1908 годах.
В 1908 году вошёл в состав сборной Великобритании на летних Олимпийских играх в Лондоне. В ходьбе на 3500 метров занял в полуфинале 2-е место с результатом 16 минут 4,4 секунды, в финале был дисквалифицирован. В ходьбе на 10 миль занял в полуфинале 2-е место с результатом 1 час 18 минут 21,2 секунды. В финале не участвовал, поскольку не получил выходной в продовольственном магазине, в котором работал.
Умер в декабре 1966 года в британском городе Уитли-Бэй.

## Личные рекорды
- Ходьба на 2 мили — 14.01,8 (1907)[2]
- Ходьба на 3500 метров — 16.04,4 (14 июля 1908, Лондон)[2]
- Ходьба на 10 миль — 1:18.21,2 (16 июля 1908, Лондон)[2]